# Nikolàievski (Buriàtia)
|  | Per a altres significats, vegeu «Nikolàievski». |

Nikolàievski (en rus: Николаевский) és un poble (un possiólok) de la República de Buriàtia, a Rússia, segons el cens del 2010 tenia 1.295 habitants.